# Ellie Nunn
Ellie Nunn (Reino Unido, 1991) es una actriz británica. Es la hija del director Sir Trevor Nunn y de la actriz Imogen Stubbs.
Fue educada en la Universidad de Cambridge. Ha aparecido en una gran cantidad de obras de teatro y musicales, incluyendo Desperate Measures en el teatro de Jermyn Street, obra de Robert Kingsland y Chris Barton y en la producción de Declan Donnellan de Shakespeare in Love en el teatro Noel Coward. En 2016 interpretó a Viola en la producción teatral de Twelfth Night en abril de 2016.